# Mut (Turcja)
Mut – miasto w południowej Turcji, w prowincji Mersin, nad rzeką Mut. W 2012 roku liczyło ok. 29 tys. mieszkańców.